# Einfirst (Hohenems)

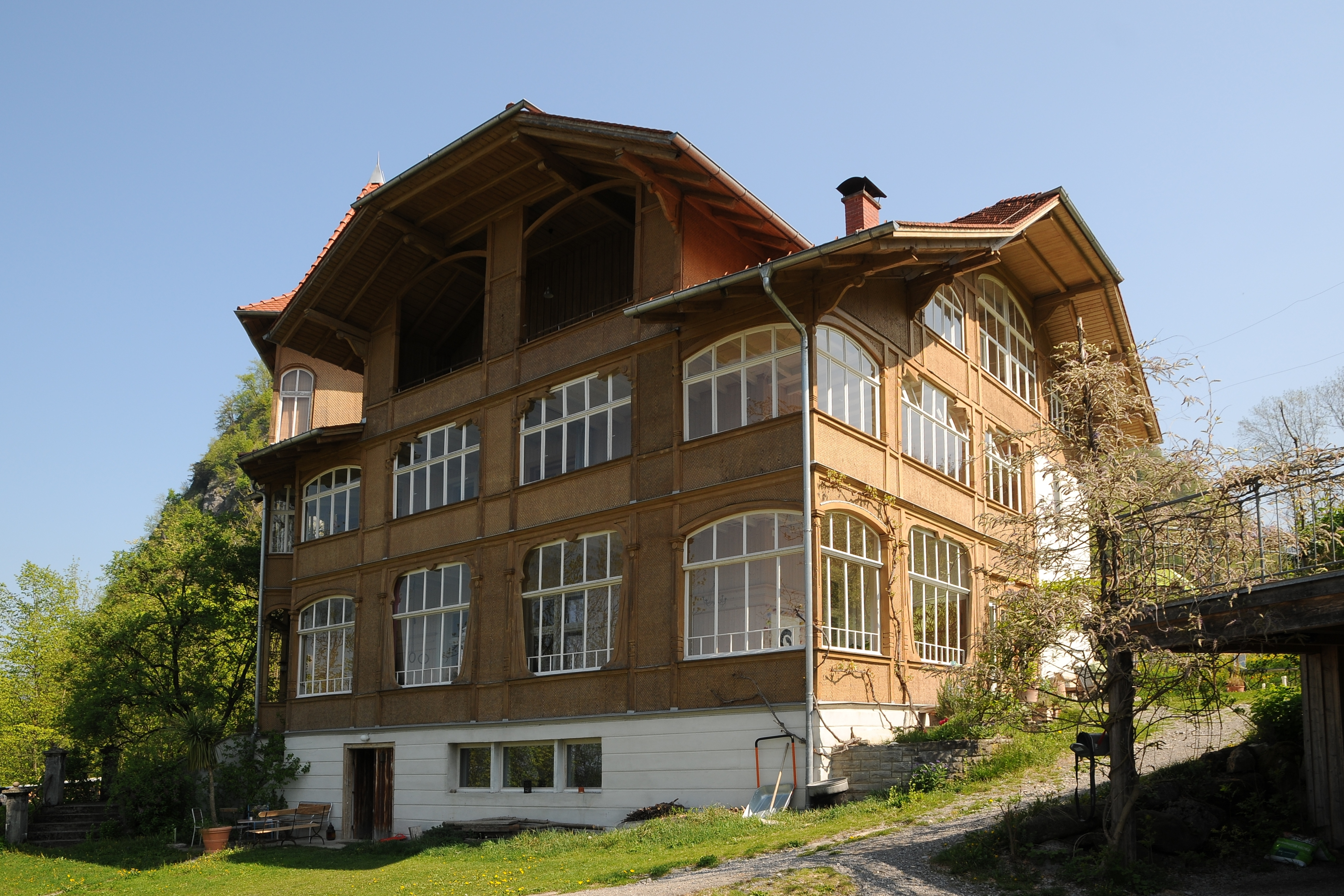
Ehemaliges Hotel Einfirst in Hohenems

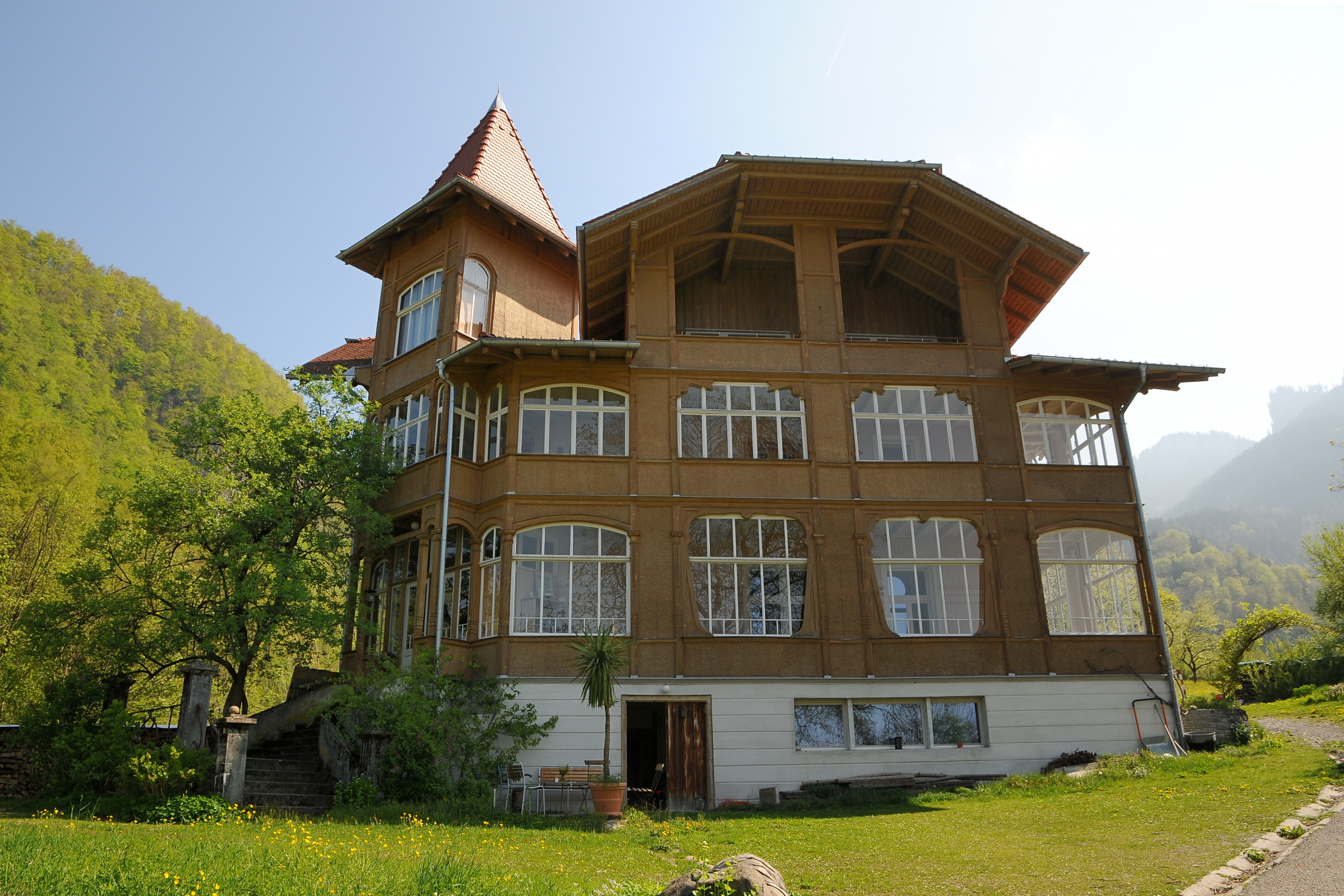

Der Einfirst (etwa 473 m ü. A.) in der österreichischen Stadt Hohenems-Emsreute ist ein Hügel und auch der Name eines ehemaligen Hotels und Gasthaus. Das Haus steht unter Denkmalschutz. Das Haus ist vom Ortszentrum von Hohenems etwa 400 m Luftlinie entfernt.
Beim Einfirst-Hügel handelt es sich geologisch um diverse Schichten des Helvetikums, die mit Moränenmaterial überdeckt sind.

## Namensherleitung
First bedeutet das „Erste“ bzw. „Oberste“ und findet sich in ähnlicher Form und Bedeutung z. B. im engl.: „first“ (angels.: „fyrst“) bzw. im schwed.: „först(a)“ und ist in diesem Zusammenhang auch mit dem Wort Fürst verwandt. Bei Berggraten bezeichnet „First“ eine Reihe von Gipfeln eines Gebirges und ist somit ein anderes Wort für Gebirgskamm (z. B. Churfirsten oder Dornbirner First), kann aber auch einen einzelnen, herausragenden Berg bezeichnen (z. B. der Berg First (1617 m ü. A.) in Fraxern oder First im Berner Oberland (2167 m ü. M.).
Das Wort „First“ bezeichnet allgemein eine Gratkante und findet sich z. B. auch als Bezeichnung für die obere Schnittkante von zwei Dachflächen (Dachfirst), in der Geologie bezeichnet es die Schicht im unmittelbaren Kontakt zum Bezugshorizont (Hangendes) und im Bergbau das Stollendach (Firste).
Der Name bedeutet im gegenständlichen Fall einen einzeln hervorstehenden geologischen Hügel.

## Geschichte
Der Einfirst wird urkundlich 1270 erstmals erwähnt. Der Name eines Zweiges der Emser Ritter ist nach diesem Hügel benannt: Adimainfirst. 1367 wird der Ainwirst, 1373 der Ainvirst, 1418 der Einvirst und 1431 der Ainvirst urkundlich erwähnt. Es soll sich hier nicht nur um einen Weingarten, sondern auch um einen Edelsitz oder Hof mit weiteren Baulichkeiten und Feldern gehandelt haben.
In einer Lehensurkunde, Konstanz, 15. Jänner 1431, wird Märckh von Embs, Marquards von Embs ritters sun, … mit ein gut, genannt die Au, und einen Weingarten auf dem Einfirst, und den oberen Einfürst, alles gelegen zu Embs, item die schildhuben gelegen im Bregenzerwald von König Sigmund belehnt.
Das gleichnamige Hotel Einfirst wurde 1904/1905 nach Plänen von August Amann in Holzbauweise mit zweigeschoßig umlaufenden Veranden für die Gebrüder Amann (Steaffes) erbaut, nachdem Karl Amann die Konzession für die Bewirtschaftung für diesen Standort erhalten hatte. Am 27. August 1905 fand unter Beteiligung der Bürgermusik Hohenems die feierliche Eröffnung statt. Erster Pächter war Cornelius Jehle.
Die späteren Pächter, Familie Peters, teilten den Gästen mit, dass der Betrieb des Gasthofes „Einfirst“ zum 15. Oktober 1914 vorläufig eingestellt werde, denn durch die kriegerischen Ereignisse hat sich die wirtschaftliche Lage bedeutend verändert (Erster Weltkrieg). Danach diente das Gebäude als Wohnhaus. 1938 kaufte Frieda Amann (Mohrenwirts) von den Geschwistern Amann das Haus und betrieb eine Gastwirtschaft bis 1945. Die Kapitulation der Wehrmacht und der institutionelle Zusammenbruch der nationalsozialistischen Diktatur hatte auch auf dieses Gebäude Auswirkungen. Es wurde von der französischen Besatzungsmacht beschlagnahmt und als Gasthaus für die Offiziere (Kasino) verwendet und später verschiedene Personengruppen (Displaced Persons) untergebracht, deren Ziel die Auswanderung nach Israel oder in die USA war. Nach Beendigung der Beschlagnahme errichtete der Arzt Dr. Püschl ein Heim für behinderte Kinder.
Als Gasthaus bewirtschaftet wurde der Einfirst nochmals 1950 bis 1955. 1957 verkaufte Frieda Amann das Haus an die Fa. Kästle (Skifabrik), die es als Werksheim für Betriebsangehörige nutzte.
Die letzte Renovierung des Hauses durch Hubert Häusle, der es 1997 von der Firma Benetton gekauft hatte, wurde 2008 vom Bundesdenkmalamt, dem Kulturkreis und die Stadt Hohenems gemeinsam als besonders gelungenes Sanierungsprojekte ausgezeichnet.

## Bausubstanz
Das Gebäude in Holzstrickbauweise mit Schindelpanzer ist etwa 12 m hoch und weist Jugendstilelemente auf.